# 比阿特丽斯·克什拉鲁
比阿特丽斯·克什拉鲁（羅馬尼亞語：Beatrice Câșlaru，1975年8月20日—），旧姓夸德（Coadă），罗马尼亚女子游泳运动员。她曾代表罗马尼亚参加1992年、1996年、2000年和2004年夏季奥林匹克运动会游泳比赛，获得一枚银牌和一枚铜牌。